# Zagórz
Zagórz (ucraineană Загір'я; germană Sagor) este un oraș în Polonia.